# トマトピューレ

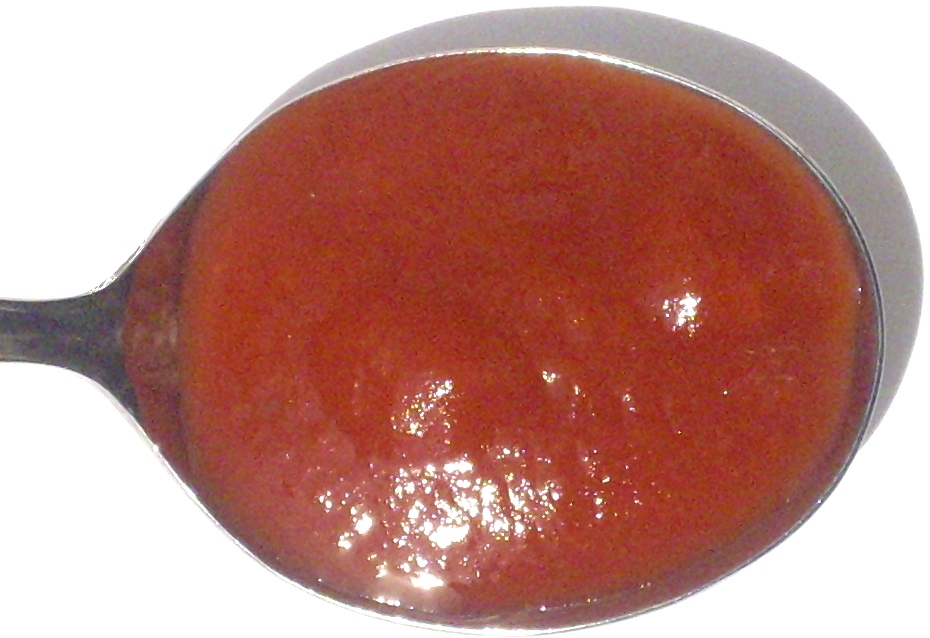
スプーンにとったトマトピューレ

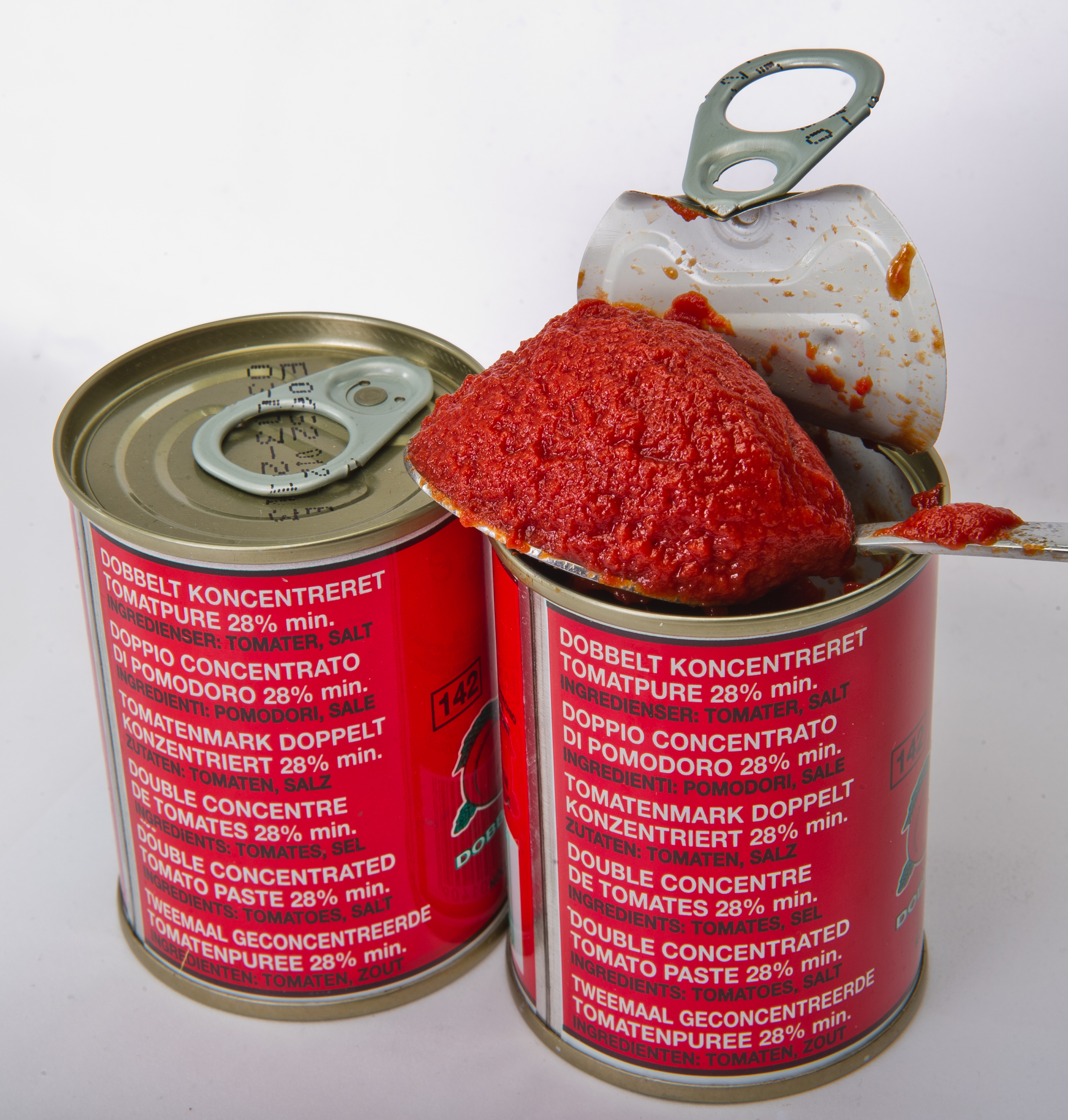
トマトピューレの缶詰

トマトピューレ（英語:Tomato purée、イタリア語:Passata di pomodoro パッサータ・ディ・ポモドーロ、フランス語:Purée de tomates ピュレ・ドゥ・トマート）とは、トマトを煮こみ、ピュレした（裏漉しした）もののこと。

## 概要
トマトピューレとは、ピュレ（ピューレ）の一種で、トマトを煮込みピュレして作る食材である。また、それを煮詰めて、水気を飛ばし濃縮したものも指す。トマトピューレの基本は、水とトマトだけを煮込んだものであり、場合によって塩とローレルとが加えられる。もともと一般の家庭や料理屋で自力で作っていたものだが、近年では瓶詰や缶詰ないしレトルト食品として市販されており、業務用の大容器に入った商品もある。
一般に市販されているものの多くは裏ごしにより丁寧にペースト状に均一化されているが、中には意図的に固形状のトマトと混ぜてあるものもあり、好みで使い分けられる。

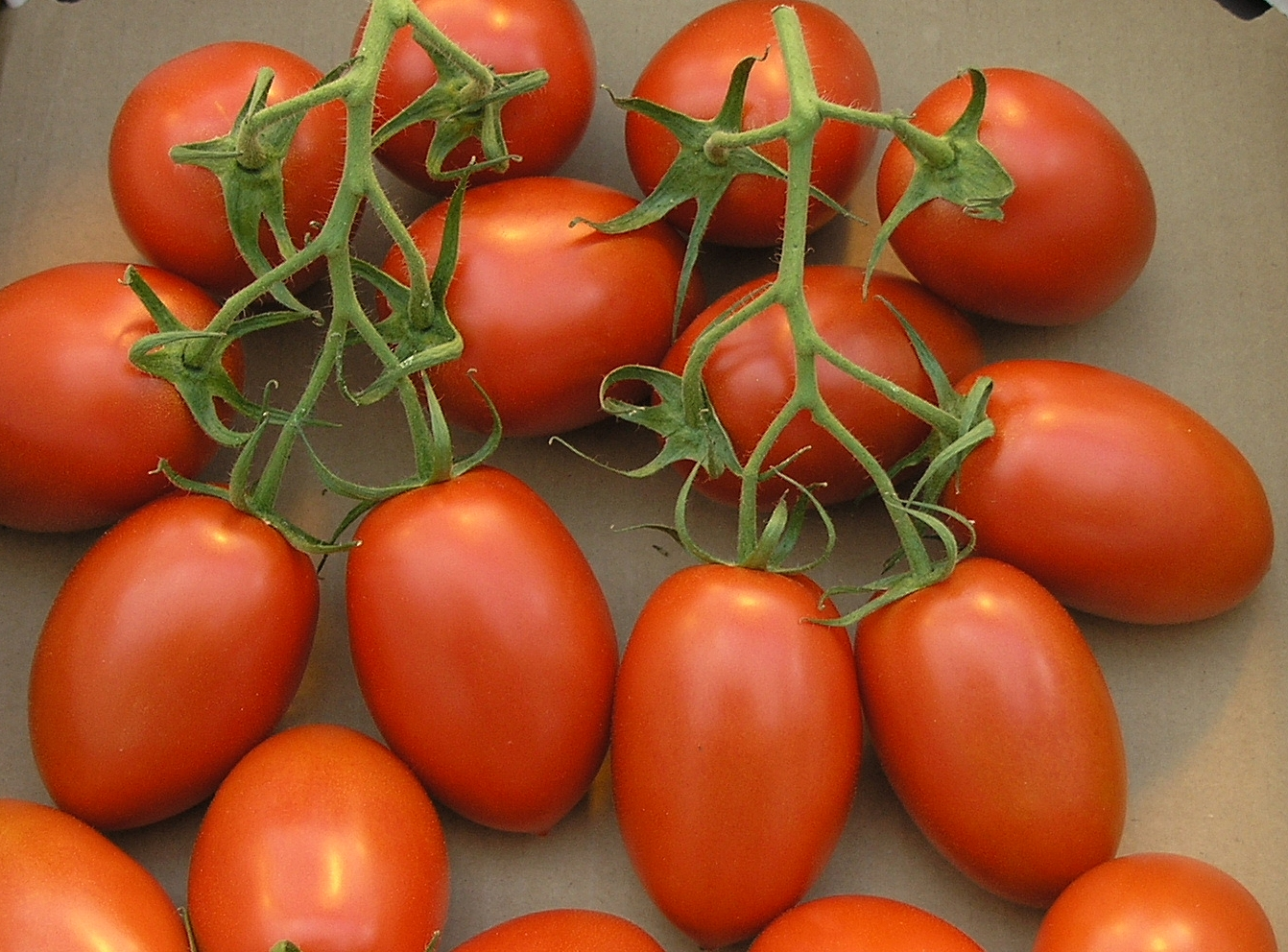
トマトピューレの原料に用いられる縦長品種のトマト

原料となるトマトは球形のものか、縦長の品種（ナスの実のような形の品種。トマトもナス科ナス属の植物である）の完熟した実が使われており、日本で広く生食されている上下に平たく扁平な球状のものではない。
イタリア料理においてトマトピューレ（パッサータ・ディ・ポモドーロ）はパスタやピザなどを作る際に欠かせない食材の一つであり、ピューレ自体はトマトの酸味と甘味とうま味が交じり合った風味で、イタリア家庭ではおふくろの味の構成要素ともなっている。調理中のスープに加えたり、炒め物に加えて和えたり、調味料を加え味付けしてソースとしても使われる。なおイタリア料理で使われるものは主としてトマトを加熱せず、生のままピュレしたものである。
なおトマトケチャップはトマトに塩を加えて2～3日置き、染み出してきた果汁と共に香辛料などを加えて煮込んだものであり、ケチャップと言うのは本来魚醤を指すものであり、その製法に準じて作られたものなので、基本的に味付けがされていないトマトピューレとは異なる調味料である。近年スーパーなどで流通しているものにはさらに保存のための酢や、風味を整えるための砂糖やタマネギ、果物などが加えられている。